# Octave de Saint-Lary de Bellegarde
Octave de Saint-Lary de Bellegarde, né à Brouage en Saintonge, en 1587 ou 1588, et mort le 26 juillet 1646 à Montreuil, est un prélat français qui fut évêque de Couserans, puis archevêque de Sens.

## Biographie
Il est né à Saintes, fils posthume de César de Saint-Lary (gouverneur de Saintonge), mort à la suite de la bataille de Coutras et de Jeanne de Lyon, fille d'un premier président de la cour des monnaies. Il est reconnu son fils légitime par un arrêt du parlement de Bordeaux mais son cousin, Roger de Bellegarde, prit possession des biens de sa Maison ce qui l'oblige à devenir ecclésiastique. Il est élevé par son grand-père maternel et commence ses humanités et la philosophie à Toulouse qu'il complète à Paris avec une licence de droit canonique. Il rejoint les bénédictins de l'abbaye Saint-Germain d'Auxerre et poursuit ses études et devient licencié de théologie à Paris en 1606. Il est pourvu en commende de nombreuses abbayes : la domerie d'Aubrac (1603-1643), Saint-Melaine de Rennes (1603) qu'il échange contre l'abbaye Saint-Germain d'Auxerre à son parent Pierre de Lyon (1607), l'abbaye de Nizors (1609).
Il est également nommé à la charge honorifique d'aumônier d'Henri IV en 1607. En décembre 1611 ou janvier 1612, le roi enfant Louis XIII le nomme évêque de Couserans (Saint-Lizier) et il est consacré l'année suivante par Benjamin de Brichanteau, évêque de Laon. En 1621, il est nommé à l'archevêché de Sens et confirmé le 18 décembre 1623. Il protesta en vain lorsque Sens perdit au profit de Paris en 1622 son titre de métropole et ses trois diocèses suffragants de Chartres, Meaux et Orléans.
Il appliqua avec ferveur les dispositions du concile de Trente, fonda le carmel de Sens en 1625.
En 1640, il participa à l'Assemblée du clergé de Mantes où il soutint l'honneur et défendit les intérêts du clergé. Le 15 janvier 1643, il fit son testament en faveur de l'Église. 
Le  4 novembre 1643, il demanda et l'obtint de la Régente, Anne d'Autriche, d'avoir comme coadjuteur son cousin, Louis Henri de Pardaillan de Gondrin qu'il consacre le 14 mai 1645 comme archevêque titulaire d'Héraclée-en-Europe (de).
Il est mort le 26 juillet 1646 à Montreuil, près de Vincennes. Il a été enterré dans la cathédrale de Sens et ses entrailles, dans l'église du lieu où il est mort.